# Pol Plançon
Pol-Henri Plançon (ur. 12 czerwca 1851 w Fumay, zm. 11 sierpnia 1914 w Paryżu) – francuski śpiewak operowy, bas.

## Życiorys
Uczył się w Paryżu u Gilberta Dupreza i Giovanniego Sbriglii, na scenie zadebiutował w 1877 roku w Lyonie rolą hrabiego de Saint-Bris w Hugonotach Giacoma Meyerbeera. W 1880 roku wystąpił w paryskim Théâtre de la Gaîté jako Colonna w operze Petrarque Hippolyte’a Duprata. W 1883 roku debiutował w Opéra de Paris jako Mefistofeles w Fauście Charles’a Gounoda i odtąd przez 10 sezonów związany był z tą sceną, uczestnicząc w prawykonaniach m.in. Cyda Jules’a Masseneta (1885) i Ascanio Camille’a Saint-Saënsa (1890). W 1891 roku rolą Mefistofelesa debiutował w londyńskim Covent Garden Theatre, gdzie następnie występował do 1904 roku, m.in. w prapremierowych przedstawieniach oper La navaraisse Jules’a Masseneta (1894) i Much Ado about Nothing Charlesa Villiersa Stanforda (1901). W 1893 roku rolą Jupitera w operze Philémon et Baucis Charles’a Gounoda  debiutował na deskach Metropolitan Opera, w której występował do 1908 roku.
W jego repertuarze znajdowało się około 50 ról w operach twórców francuskich, niemieckich, włoskich i angielskich. Wykonywał też operowe partie barytonowe, a także utwory oratoryjne. Zachowały się nagrania płytowe jego głosu z lat 1902–1908.